# Wszystkim zakochanym
Wszystkim zakochanym – szósty album studyjny zespołu Skaldowie, wydany w 1973 roku przez Polskie Nagrania „Muza” jako kaseta i LP. Wznowiony w 2013 roku jako CD przez Kameleon Records.
Została wydana wraz z inną, bardziej rockową płytą "Krywań, Krywań". Andrzej Zieliński – lider Skaldów – mówił, że od tej pory planują wydawać osobno utwory lekkie i przebojowe, a osobno te bardziej rockowe. Na płycie "Wszystkim zakochanym" dominują teksty znanych polskich poetów, np. Agnieszki Osieckiej, Ewy Lipskiej, czy Andrzeja Jastrzębca-Kozłowskiego. Są to w większości utwory spokojne, a czasami balladowe, w aranżacji Andrzeja Zielińskiego, choć znajdują tu również "ostrzejsze" utwory, np. "Kolorowe szare dni" lub "Dajcie mi snu godzinę cichą", do której to piosenki tekst napisał poeta Zbigniew Jerzyna. Płytę zamyka kołysanka "Zaśnij słoneczko" dedykowana córce lidera Skaldów – Agnieszce Zielińskiej.

## Lista utworów
strona A
| 1. | "Kolorowe szare dni" (Andrzej Zieliński – Tadeusz Śliwiak)                 | 3:51  |
|    |                                                                            |       |
| 2. | "Łagodne światło Twoich oczu" (Andrzej Zieliński – Zbigniew Jerzyna)       | 3:11  |
|    |                                                                            |       |
| 3. | "Dajcie mi snu godzinę cichą" (Andrzej Zieliński – Zbigniew Jerzyna)       | 4:43  |
|    |                                                                            |       |
| 4. | "Wolne są kwiaty na łące" (Andrzej Zieliński – Ewa Lipska)                 | 1:21  |
|    |                                                                            |       |
| 5. | "Zabierz sobie wszystko" (Andrzej Zieliński – Leszek Aleksander Moczulski) | 4:20  |
|    |                                                                            |       |
| 6. | "Tylko muzyka" (Andrzej Zieliński – Andrzej Jastrzębiec-Kozłowski)         | 2:21  |
|    |                                                                            |       |
|    |                                                                            | 19:47 |
|    |                                                                            |       |
strona B
| 1. | "Wszystkim zakochanym" (Andrzej Zieliński – Leszek Aleksander Moczulski) | 4:16  |
|    |                                                                          |       |
| 2. | "Zajęczym tropem" (Andrzej Zieliński – Agnieszka Osiecka)                | 3:38  |
|    |                                                                          |       |
| 3. | "Jaskółka" (Andrzej Zieliński – Wisława Szymborska)                      | 3:04  |
|    |                                                                          |       |
| 4. | "Księżyc we włosy" (Andrzej Zieliński – Agnieszka Osiecka)               | 3:47  |
|    |                                                                          |       |
| 5. | "Basetlo, basetlino" (Andrzej Zieliński – Ernest Bryll)                  | 2:43  |
|    |                                                                          |       |
| 6. | "Zaśnij słoneczko" (Andrzej Zieliński – Leszek Aleksander Moczulski)     | 2:21  |
|    |                                                                          |       |
|    |                                                                          | 19:49 |
|    |                                                                          |       |
Nagrania zrealizowano pod koniec maja 1972 roku.

## Skład zespołu
- Andrzej Zieliński – fortepian, organy Hammonda, śpiew
- Jacek Zieliński – skrzypce, trąbka, śpiew, gitara (3)
- Konrad Ratyński – gitara basowa, śpiew
- Jerzy Tarsiński – gitara
- Jan Budziaszek – perkusja